# Christian Vieri
Christian Vieri (Bologna, 12 juli 1973) is een voormalig betaald voetballer met de Italiaans-Australische dubbelnationaliteit. De spits speelde van 1989 tot en met 2009 voor onder meer Juventus, Atlético Madrid, SS Lazio en Internazionale en kwam 49 keer uit voor het Italiaans nationaal elftal. Zijn jongere broer Massimiliano Vieri was international voor Australië. Op 22 oktober 2009 maakte Vieri bekend definitief te stoppen met voetballen.

## Clubvoetbal
Vieri groeide op in Sydney, een stad met een van de grootste Italiaanse gemeenschappen ter wereld, waar zijn vader Roberto Vieri vanaf 1976 als aanvaller bij profclub Marconi Fairfield speelde. Vieri speelde in de jeugd van Marconi totdat hij op zestienjarige leeftijd met zijn familie terugkeerde naar Italië. Terug in zijn geboorteland kwam Vieri in de jeugd van Torino FC, de oude club van zijn vader. Hij begon zijn voetbalcarrière in 1989 als verdediger bij AC Prato in de Serie C2, waarna hij vervolgens als centrale aanvaller terugkeerde naar Torino FC. Bij deze club maakte Vieri zijn debuut in de Serie A, op 15 december 1991 tegen AC Fiorentina. Vervolgens speelde hij nog voor Pisa, Ravenna Calcio, SSC Venezia en Atalanta Bergamo. Bij geen van deze clubs slaagde hij echt, maar toch kwam in het seizoen 1996/97 de transfer naar Juventus. Toch speelde hij hier maar één seizoen, want hij ging in de Spaanse Primera División voor Atlético Madrid spelen. Hier maakte hij 24 doelpunten in 24 wedstrijden en werd daarmee topscorer in de hoogste divisie van het Spaanse voetbal. Na het WK 1998 vertrok hij voor 29 miljoen euro naar Lazio Roma, waar hij de Europacup II won. In 1999 vertrok Vieri voor 52 miljoen euro naar Internazionale. Met deze transfer werd Vieri een van de, zo niet de, rijkste voetballer ter wereld. Bovendien kon hij zich de duurste voetballer ter wereld noemen, totdat in juli 2000 Hernán Crespo (57 miljoen euro) en kort daarna Luís Figo (61 miljoen euro) zijn transferrecord verbraken. In 2003 werd hij bij Inter topscorer van de Serie A. In maart 2004 werd hij verkozen in de lijst van 125 beste nog levende voetballers. In juli 2005 werd het contract tussen Inter en Vieri verbroken en een paar dagen later tekende hij bij rivaal AC Milan. Daar kwam hij in een half jaar nauwelijks aan spelen toe. Vieri verruilde in de winterstop AC Milan voor AS Monaco. Eind maart 2006 raakte Vieri in het duel met Paris Saint-Germain ernstig geblesseerd aan de linkerknie na een botsing met Bernard Mendy. Door deze blessure kon Vieri niet deelnemen aan het WK 2006. Zijn plaats in de selectie werd uiteindelijk ingenomen door Vincenzo Iaquinta. In juni 2006 keerde de aanvaller terug naar Italië en tekende een contract bij Sampdoria. Slechts enkele weken later, op 10 augustus, liet de Genuese club echter een persbericht uitgaan waarin bekend werd gemaakt dat het contract tussen hen en Vieri in gezamenlijk overleg definitief werd ontbonden. Uiteindelijk tekende de aanvaller bij Atalanta Bergamo.
Op 19 juli 2007 tekende Vieri een contract bij AC Fiorentina waardoor hij een jaar aan de club wordt verbonden. Een jaar later keerde hij terug bij Atalanta.

## Nationaal elftal
Op zaterdag 29 maart 1997 maakte hij zijn debuut voor het Italiaans nationaal elftal in een met 3-0 gewonnen wedstrijd tegen Moldavië. In dat duel nam hij in de 54ste minuut de derde en laatste treffer voor zijn rekening. Die goal was de duizendste uit de geschiedenis van het Italiaans voetbalelftal. Sindsdien speelde hij 48 wedstrijden voor de Azzurri, waarin hij 23 maal het doel vond (stand eind 2004).

## Clubstatistieken
| 1989/90 | AC Prato         | Italië    | Serie C2         | 0  | 0  |
| 1990/91 | Torino FC        | Italië    | Serie A          | 0  | 0  |
| 1991/92 | Torino FC        | Italië    | Serie A          | 6  | 1  |
| 1992/93 | Pisa Calcio      | Italië    | Serie B          | 18 | 2  |
| 1993/94 | Ravenna Calcio   | Italië    | Serie B          | 32 | 12 |
| 1994/95 | SSC Venezia      | Italië    | Serie B          | 29 | 11 |
| 1995/96 | Atalanta Bergamo | Italië    | Serie A          | 19 | 7  |
| 1996/97 | Juventus         | Italië    | Serie A          | 23 | 8  |
| 1997/98 | Atlético Madrid  | Spanje    | Primera División | 24 | 24 |
| 1998/99 | Lazio Roma       | Italië    | Serie A          | 22 | 12 |
| 1999/00 | Internazionale   | Italië    | Serie A          | 19 | 13 |
| 2000/01 | Internazionale   | Italië    | Serie A          | 27 | 18 |
| 2001/02 | Internazionale   | Italië    | Serie A          | 25 | 22 |
| 2002/03 | Internazionale   | Italië    | Serie A          | 24 | 24 |
| 2003/04 | Internazionale   | Italië    | Serie A          | 22 | 13 |
| 2004/05 | Internazionale   | Italië    | Serie A          | 27 | 13 |
| 2005/06 | AC Milan         | Italië    | Serie A          | 8  | 1  |
| 2005/06 | AS Monaco        | Frankrijk | Ligue 1          | 7  | 3  |
| 2006/07 | Atalanta         | Italië    | Serie A          | 7  | 2  |
| 2007/08 | AC Fiorentina    | Italië    | Serie A          | 26 | 6  |
| 2008/09 | Atalanta         | Italië    | Serie A          | 9  | 2  |

Bijgewerkt tot en met 24 november 2023

## Erelijst
| Competitie                 |           |           |           |           |
| Competitie                 | Aantal    | Jaren     |           |           |
| Torino FC                  | Torino FC | Torino FC | Torino FC | Torino FC |
| -------------------------- | --------- | --------- | --------- | --------- |
| Coppa Italia               | 1x        | 1992/93   |           |           |
| Juventus                   |           |           |           |           |
| Mondiaal                   |           |           |           |           |
| Wereldbeker voor clubteams | 1x        | 1996      |           |           |
| Internationaal             |           |           |           |           |
| UEFA Super Cup             | 1x        | 1996      |           |           |
| Nationaal                  |           |           |           |           |
| Serie A                    | 1x        | 1996/97   |           |           |
| Lazio                      |           |           |           |           |
| Internationaal             |           |           |           |           |
| Europacup II               | 1x        | 1998/99   |           |           |
| Nationaal                  |           |           |           |           |
| Supercoppa Italiana        | 1x        | 1998      |           |           |
| Internazionale             |           |           |           |           |
| Coppa Italia               | 1x        | 2004/05   |           |           |

| Competitie                      | Winnaar         | Winnaar         | Runner-up       | Runner-up       | Derde           | Derde           |
| Competitie                      | Aantal          | Jaren           | Aantal          | Jaren           | Aantal          | Jaren           |
| Italië onder 21                 | Italië onder 21 | Italië onder 21 | Italië onder 21 | Italië onder 21 | Italië onder 21 | Italië onder 21 |
| ------------------------------- | --------------- | --------------- | --------------- | --------------- | --------------- | --------------- |
| Europees kampioenschap onder 21 | 2x              | 1994, 1996      |                 |                 |                 |                 |

- In 2005 'won' Christian Vieri de Bidone d'Oro als speler van AC Milan. Dit hield in dat hij als slechtste aankoop in de Serie A werd gezien.